# Podocotyle gibbonsiae
Podocotyle gibbonsiae är en plattmaskart. Podocotyle gibbonsiae ingår i släktet Podocotyle och familjen Opecoelidae. Inga underarter finns listade i Catalogue of Life.